# Nino Rota
Nino Rota (Milano, 3. prosinca 1911. – Rim, 10. travnja 1979.), talijanski skladatelj i virtuoz.
Jedan od najznačajnijih talijanskih i svjetskih skladatelja filmske glazbe. Njegove melodične pjesme često stječu trajnu popularnost i izvan filmskog medija, poput tema iz filmova "Kum" i "Amarcord". Surađivao je u približno 90 filmova, a njegova glazba korištena je i posmrtno, na primjer u Coppollinom filmu "Kum III" 1990. godine. 
Rota je najznačajniju suradnju ostvario s Federicom Fellinijem. Svojom glazbom znatno je pridonio uspjehu filmova tog redatelja pa je čak nazvan "Fellinijevim čarobnjakom".